# Oberwil-Lieli
Oberwil-Lieli – gmina (niem. Einwohnergemeinde) w północnej Szwajcarii, w kantonie Argowia, w okręgu Bremgarten. 31 grudnia 2014 liczyła 2215 mieszkańców.